# أندرو ر. ويلر
أندرو ر. ويلر هو شخصية أعمال ولغوي ومحامي وعالم أحياء وسياسي أمريكي، ولد في 1964 في هاملتن في الولايات المتحدة. نشط حزبياً في الحزب الجمهوري. وقد انتخب مدير وكالة حماية البيئة.